# مزيج (فلم)
مزيج  (بالإنجليزية: Blended) هو فيلم كوميدي تم إنتاجه في الولايات المتحدة وصدر في سنة 2014. الفيلم من إخراج فرانك كوراسي وكتابة إيفان مينشيل وكلير سيرا .

## بطولة
- آدم ساندلر
- درو باريمور
- تيري كروز
- بيلا ثورن
- جويل مكهيل
- يندي مسليندون-كوفي

## القصة
لورين (درو باري مور) أم عزباء تحضر موعدًا مُدبرًا مع جيم (آدم ساندلير)، لكن الموعد ينتهي بشكل سيء، ويتفقان على شيء واحد وهو أنهما لن يتقابلا مرة أخرى. يتبدل الاتفاق عندما يجدان أنفسهما مضطرين لمشاركة جناح واحد في أحد المنتجعات في أفريقيا. تباعًا تحدث مشاكسات بين لورين وجيم طوال الوقت، بالإضافة إلى المشاكل التي تنشأ بين أطفالهما، لكن سرعان ما تتطور تلك العلاقة لصداقة ثم إعجاب.

## وصلات خارجية
- مقالات تستعمل روابط فنية بلا صلة مع ويكي بيانات

1. ↑  "معلومات عن مزيج (فيلم) على موقع omdb.org". omdb.org. مؤرشف من الأصل في 2019-12-13. {{استشهاد ويب}}: |archive-date= / |archive-url= timestamp mismatch (مساعدة)
2. ↑  "معلومات عن مزيج (فيلم) على موقع ssl.ofdb.de". ssl.ofdb.de. مؤرشف من الأصل في 2020-03-12.
3. ↑  "معلومات عن مزيج (فيلم) على موقع boxofficemojo.com". boxofficemojo.com. مؤرشف من الأصل في 2019-03-03.